# МПМК
МПМК — населенный пункт в Лихославльском районе Тверской области.

## География
Находится в центральной части Тверской области у южной окраины районного центра города Лихославль.

## История
Аббревиатура в названии населенного пункта обозначает межрайонную передвижную механизированную колонну. На топокартах советского периода отдельно не отмечался. До 2021 года входил в состав городского поселения город Лихославль до его упразднения.

## Население
Численность населения: 231 человек (русские 87 %) в 2002 году, 162 в 2010.